# Palácio de Marselisborg

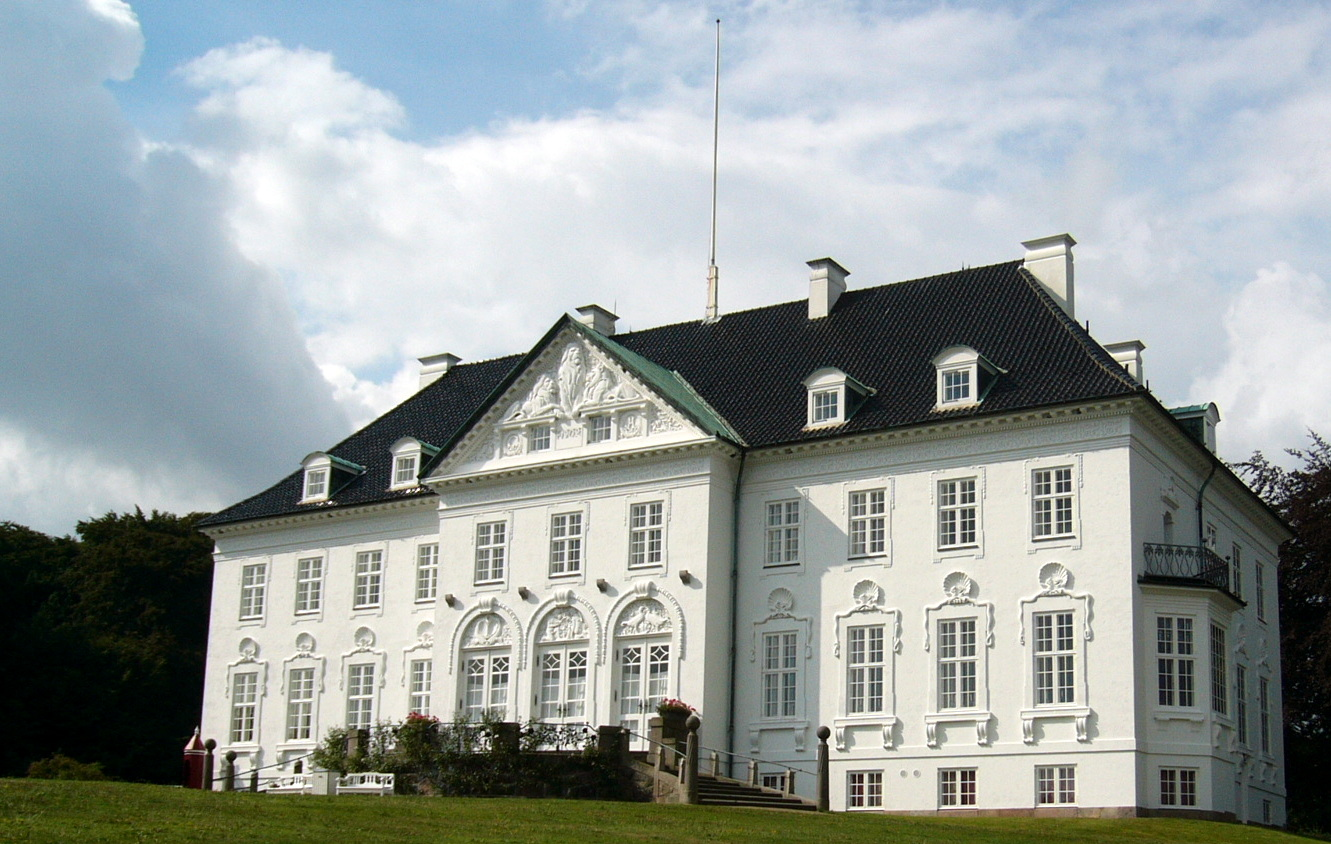
Palácio de Marselisborg

O Palácio de Marselisborg (ou Castelo/Palácio Marselis; Marselis + Borg, que pode significar castelo em alemão) é uma residência da família real dinamarquesa. Localizada em Århus, funciona desde 1967 como a residência de verão da Margarida II.  É lá também que a rainha, tradicionalmente, passa as festividades de Natal.
A construção está localizada dentro de um parque de 13ha, com grandes gramados cercados por árvores, pequenos lagos e pequenas colinas cobertas de plantas.

## História
Em 1611, Frederico III estava com muitos débitos e foi forçado a entregar uma de suas propriedades reais para o principal credor, um comerciante holandês chamado Gabriel Marselis, que fornecia armas e sal para o governo dinamarquês. O rei então resolveu entregar Havreballegaard. Desde então, dois filhos de Marselis (o nome Marselis deu origem ao nome ao palácio) fixaram-se na área de Århus. Um deles, Constantine Marselis, mais tarde conseguiu com que Havreballegaard fosse elevado a domínio de um baronate, que se chamou Marselisborg. Entretanto, a família ficou impossibilitada de permanecer em Marselisborg, e o palácio, por duzentos anos, teve uma série de proprietários.
Em 1898, o Palácio de Marselisborg foi dado pelo povo dinamarquês ao então Príncipe Herdeiro da Dinamarca (depois Cristiano X), como um presente de casamento. A partir de então, ele e sua consorte, a Princesa Alexandrina, usaram a propriedade como residência de verão. O atual prédio foi reconstruído entre 1899 e 1902, pelo arquiteto Hack Kampmann.

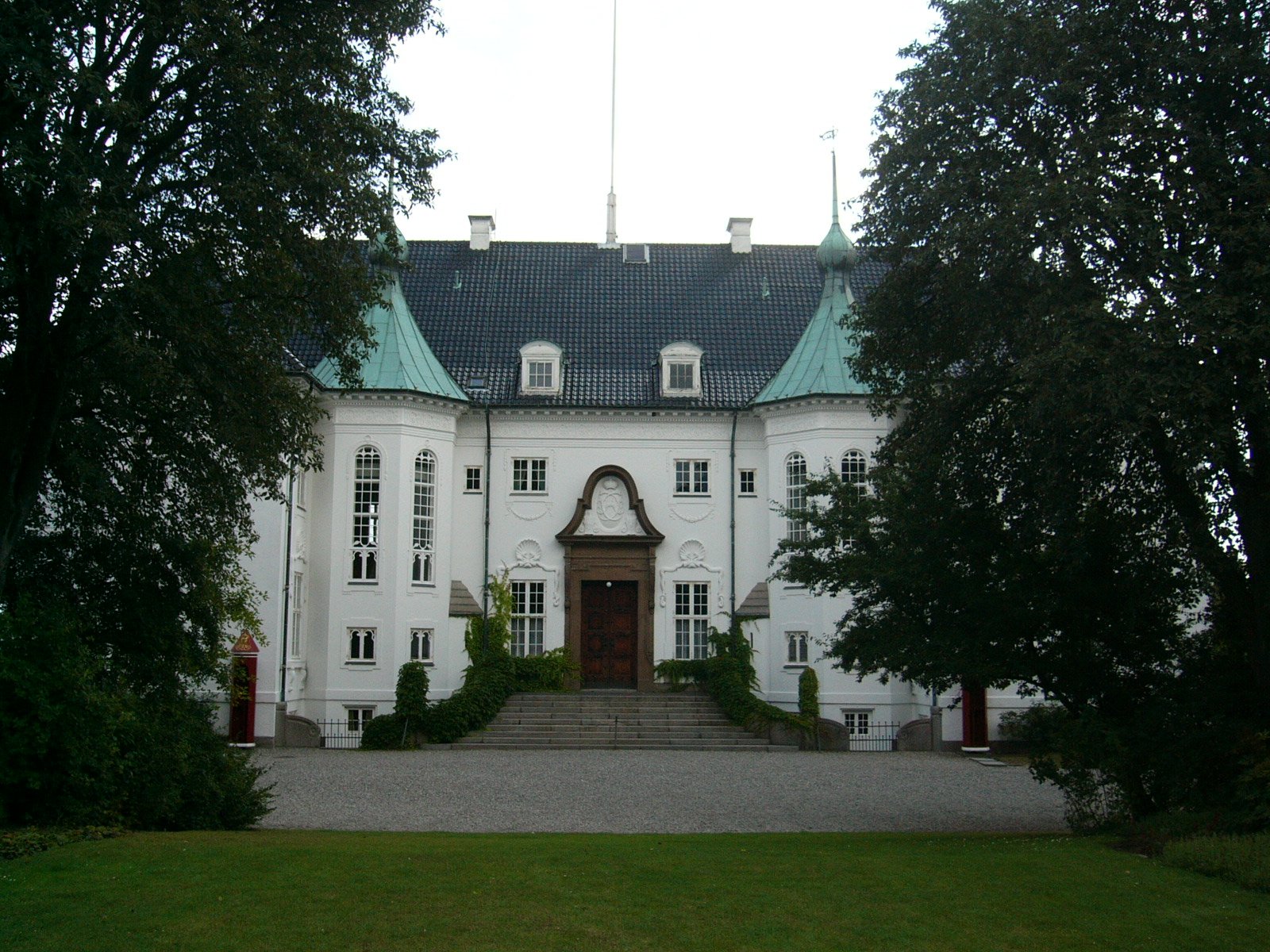
A frente do Palácio de Marselisborg

Em 1967, Frederico IX transferiu o Palácio de Marselisborg à sua filha, a então Princesa Hereditária Margarida (a atual Rainha Margarida II), e ao seu consorte, o Príncipe Henrique. O casal real também usou a propriedade como residência de verão.
O jardim de trinta e dois acres foi projetado pelo arquiteto L. Christian Diedrichsen, tendo influência do tradicional estilo inglês; possui gramados cercados de árvores, lagos pequenos e ladeiras cobertas de arbustos.
Quando a Rainha e a sua família ficam no palácio durante o verão, ocorre uma cerimônia de troca de guarda à tarde. O palácio não fica aberto ao público, mas o jardim, em especial o jardim das rosas da Rainha, pode ser visitado quando a família real não está em Marselisborg.

## Visitação pública
Os jardins do palácio estão abertos para visitas sempre que a Família Real não está hospedada na propriedade.

### Troca da guarda
Todos os dias, ao meio-dia, sempre que a Rainha Margarida está em Marselisborg, é realizada a troca da Guarda da Rainha, que pode ser vista pelo lado de fora da propriedade.